# NGC 1413
NGC 1413 (również PGC 13504) – galaktyka eliptyczna (E), znajdująca się w gwiazdozbiorze Erydanu. Odkrył ją 26 grudnia 1885 roku Francis Leavenworth.